# László Gábor (Maler)
László Gábor (* 1895 in Budapest; † 13. Juni 1944 in New York) war ein aus Ungarn stammender Maler, Theatermaler, Innenarchitekt und Designer.

## Leben und Werk

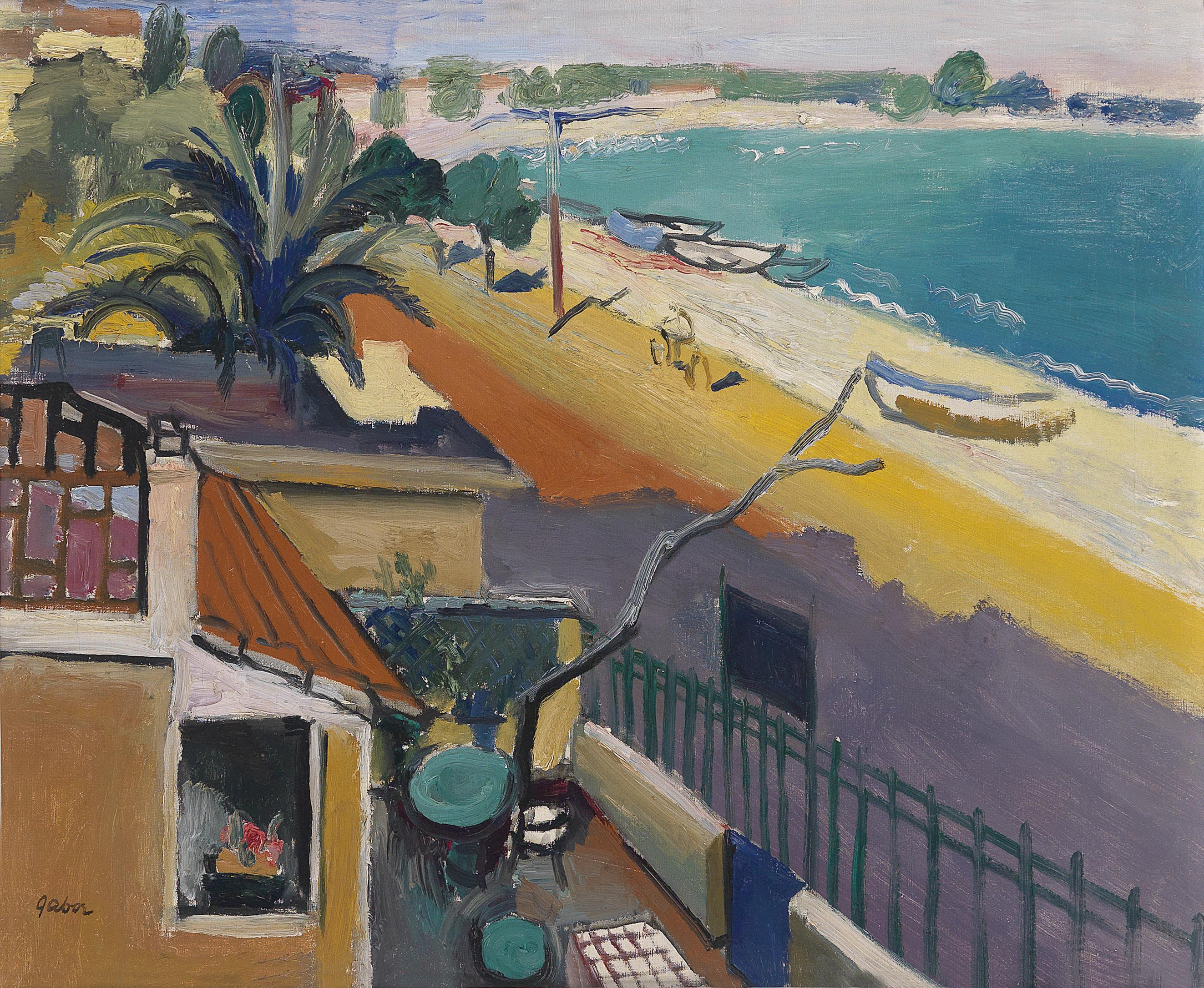
László Gábor: Cannes, 1929

Lászlo Gabor hat an der Akademie der Künste Berlin studiert und war danach als Theatermaler tätig. Es heißt, er habe bei Lovis Corinth studiert, in einem Artikel über ihn als Maler wurde einschränkend darauf hingewiesen, dass er bei diesem nur eine Aktklasse besucht habe. In Amerika wird zur Auskunft gegeben, Gábor habe einen Abschluss in Malerei und einen Abschluss in Architektur gehabt. Nach Aufenthalten u. a. in Frankreich und Italien kam er 1924 nach Wien. Dort veröffentlichte er 1924 druckgrafische Werke. 1928 wurde er geschäftsführender Sekretär des Österreichischen Werkbundes. Gemeinsam mit Josef Frank und Hermann Neubacher leitete er die Ausstellung der Wiener Werkbundsiedlung. Er erstellte das Farbkonzept für die Siedlung in Pastelltönen, die auch seine Bilder südländischer Landschaften dominieren. In einem der Gebäude der Musterschau war eine Ausstellung seiner Werke zu sehen. Für den zeitgenössischen Betrachter musste es evident sein, dass das Farbkonzept von südfranzösischer Küstenlandschaft inspiriert war. 1932 wurde er zusammen mit Josef Frank und dem Architekten Walter Sobotka mit der Zusammenstellung des österreichischen Materials für die Beteiligung an der Werkbundausstellung in Stuttgart 1932 betraut.
Zudem veranstaltete er Führungen und Vorträge zum Thema und schrieb über Österreichische Architektur. Er war textlich 1930 und 1931 an zwei Ausstellungskatalogen über den Österreichischen Werkbund im Museum für Kunst und Industrie beteiligt, wo er ebenfalls Führungen anbot.

## Tätigkeit in Amerika
1935 emigrierte Gábor in die USA. Es hieß, die „länger währende Amerikareise des allseits bekannten Malers und erfolgreichen Leiters des österreichischen Werkbunds Laszlo Gabor“ diene als Vortragsreise über österr. Malerei und Architektur und der Werbung für Österreich. Er sei auch Gründer des Vereins der Freunde des Österr. Werkbunds in Amerika mit Sitz in Chicago. In Amerika wurde er sehr schnell Art Direktor des Kaufhauses Kaufmann’s in Pittsburgs, den Kontakt hatte er schon in Wien geknüpft. Gábor war der erste von mehreren Künstlern aus Österreich, dem mithilfe der Familie Kaufmann die Emigration gelang. Er entwarf dort u. a. einen großzügigen Geschäftsraum für eine neue Damenabteilungen und seine Schaufenstergestaltungen waren sehr gefragt.  Die Kaufmanns verschafften ihm später zusätzlich die Tätigkeit als Kritiker an der Carnegie Mellon University. Ab 1936 hatte er am Carnegie Institute of Technology, Pittsburgh, eine Stelle als Assistenzprofessor für Architektur. Führende Funktion beim Bau des Pennsylvania Building der New York World’s Fair 1939.

## Werke der Malerei/Lithographie
- Blick über die Dächer einer alten Kleinstadt, 1921
- Südländische Landschaft, 1923
- Ovid Liebesgedichte mit 8 Original-Lithographien von László Gábor. Wien 1924
- Kleist, Heinrich von. Amphitryon. Mit Lithographien von László Gábor. Wien 1924

## Weblink
- Laszlo Gabor. In: Artnet.de. Biografie und Werke im Kunsthandel